# كريس باترسون (سياسي)
كريس باترسون (بالإنجليزية: Chris Patterson)‏ هو سياسي أسترالي، ولد في 8 ديسمبر 1971. نشط حزبياً في New South Wales Liberal Party ‏. وقد انتخب عضو الجمعية التشريعية لنيو ساوث ويلز عن دائرة Electoral district of Camden ‏ (26 مارس 2011 – 29 مارس 2019).